# سرکوب‌کننده
سرکوب‌کننده یا دُژم‌ساز یا دپرسنت (به انگلیسی: Depressant) به دستهٔ بزرگی از ترکیبات سایکو اکتیو گفته می‌شوند که اثرات تسکین‌دهنده، ضد درد و آرام‌بخش دارند. این داروها برخلاف محرک‌ها و داروهای ضد افسردگی باعث کاهش فعالیت سیستم عصبی و مغز می‌شوند. دپرسنت‌ها به‌طور وسیعی در سرتاسر جهان به‌عنوان داروهای نسخه‌ای مسکن و همچنین مواد غیرقانونی مخدر و شبه‌مخدر استفاده می‌شوند.
از برجسته‌ترین دپرسنت‌ها می‌توان به الکل اتانول که در نوشیدنی‌های الکلی موجود است نام برد. همچنین تمامی اپیوئیدها (افیون‌ها) در دسته دپرسنت‌ها قرار می‌گیرند. کانابیدیول (CBD) موجود در کانابیس نیز اثر دپرسنت دارد. از داروهای شاخص سرکوب‌کننده می‌توان به بنزودیازپین‌ها و باربیتورات‌ها اشاره کرد. همچنین داروهای خواب‌آور، آرام‌بخش، ضد درد، ضدصرع، آنتی‌سایکوتیک، آنتی هیستامین، آنتی‌کولینرژیک، آلفا بلاکرها و بتا بلاکرها از انواع داروهای دپرسنت محسوب می‌شوند.

## مصرف
بیش‌مصرفی یا استفاده هم‌زمان دپرسنت‌های مختلف می‌تواند بسیار خطرناک باشد و علت آن اثر تضعیف‌کننده بیش‌از حد دستگاه عصبی می‌باشد.
این ویژگی دپرسنت‌ها را به یک انتخاب رایج برای خودکشی بدون درد تبدیل کرده‌است و بیش‌مصرفی آن‌ها یکی از پر استفاده‌ترین روش‌های خودکشی محسوب می‌شود.
مصرف الکل یا بنزودیازپین‌ها همراه با دوز عادی از هروئین باعث اوردوز بسیاری از مصرف‌کنندگان آن شده‌است.